# Zeugophora puberula
Zeugophora puberula är en skalbaggsart som beskrevs av George Robert Crotch 1873. Zeugophora puberula ingår i släktet Zeugophora och familjen Megalopodidae. Inga underarter finns listade i Catalogue of Life.